# Chaetocladius gracilis
Chaetocladius gracilis är en tvåvingeart som beskrevs av Lars Zakarias Brundin 1956. Chaetocladius gracilis ingår i släktet Chaetocladius och familjen fjädermyggor. Arten är reproducerande i Sverige. Inga underarter finns listade i Catalogue of Life.